# My Dear アレながおじさん
『My Dear アレながおじさん』は、1998年6月26日にブルーゲイルから発売されたアダルトゲームである。アドベンチャーゲームに分類される。

## あらすじ
名家の御曹司ウィリアムは、幼少期に両親と一緒に行ったジャングルで股間を新種の毒蛇に噛まれてしまう。解毒剤はなかったものの何とか一命をとりとめるが、陰茎が極端に肥大化してしまう。射精で毒抜きはできるものの、ウィリアムの陰茎はどんどん大きくなるばかりであり、自慰だけではとても解決できず、巨大な陰茎のせいで女性からも逃げられてばかりだった。
執事のベンジャミンの提案により、使者たちを通じて世界中から彼を受け入れてくれる女性が用意される。ところが、連れてこられたのは女性とはいうには幼すぎる少女たちばかりだった。それでもウィリアムは彼女たちの不幸な境遇を憐れみ、資金援助をする。
やがて、少女たちは自分たちを学校に通えるようにしてくれる「おじさま」に会える日を迎える。
ウィリアムは事情を説明したうえで、制限時間内に自分から逃げきれば開放すると少女たちに告げ、追いかけっこを始める。

## 登場人物

### 主人公とその周囲の人物
ウィリアム
本作の主人公。
ベンジャミン
ウィリアムの家の執事。

### ヒロインたち
アメリア
ある小国の貴族の娘。クーデターで両親を殺されて以来、極度の男性恐怖症に陥っている。そのため、田舎の療養所で過ごしている。
レベッカ
没落貴族の娘。酒浸りの父によって人身売買組織に売られそうになっていたところをウィリアムに助けられる。
鈴音（すずね）
外国人とのハーフである少女。
メグ
クレア
エリス
ベンジャミンの娘。もともとは明るい性格だったが、ウィリアムの治療のために性行為を強要されて以来は心を閉ざしている。

## システム
プレイヤーは、アレながおじさんことウィリアムとなり、制限時間内にヒロインをつかまえることでゲームクリアとなる。ヒロインには精神力と生命力のパラメータがあり、それらの数値を下げて追い詰めることで捕獲することができる。精神力や生命力の度合いによってはヒロインが助けてくれるケースもあるが、追い詰めすぎると反撃してくる場合もあり、反撃によってウィリアムが死亡するケースもある。
ヒロインには一定の移動パターンがあるが、他のヒロインがいる部屋や、プレイヤーがいた部屋には立ち寄らない。ウィリアムの執事・ベンジャミンはヒロインたちの居場所を正確に教えてくれるものの、居場所を聞いた場合は3分経過する。

## 主題歌
オープニング「My Dear アレながおじさん」
作詞：うさぴょん / 作編曲：MediaSync Puu / 歌唱：Orihime
エンディング「Love Generation」
作詞・作編曲：MediaSync Puu / 歌唱：Orihime
これら2曲はI'veのアルバム「Vent Azure」に収録されている。

## 評価
書籍『電脳美少女虎の巻 弐』では、主人公のしていることは極悪だが、ゲーム全体の雰囲気ゆえか、鬼畜系という感じがしなかったと評価している。
また、『美少女ゲームマニアックス』のコラム「影の主役？ 主人公たちの挽歌」におけるベスト主人公ランキングでは9位にランクインしており、選者は「[前略]女の子を捕まえて養育して犯しまくるというヒドイ話…と思いきや、割とシナリオがうまくて、なにげな良作。」と評価している。『パソコン美少女ゲーム歴史大全1982‐2000』の紹介記事では、文学作品『あしながおじさん』のパロディ作品であると指摘しながらも「こうもタイトルにインパクトがあったゲームはそうない」と言及している。同レビューでは、キャラクターについて10点満点中7点、音楽・快適性を6点、H度を5点とした一方、シナリオ・グラフィックについては3点を付けるなど手厳しい評価を下している。

## 小説
同タイトルで、著：村上早紀、イラスト：鋼丸、監修：ブルーゲイルによる小説版がパラダイムノベルスより1998年9月10日に発売されている。ISBN 4894900378